# 聯合國人類環境會議
聯合國人類環境會議（United Nations Conference on the Human Environment）是在1972年6月5日至16日，於瑞典的斯德哥尔摩舉行的聯合國會議，會後提出了人类环境宣言。
联合国大会決定召開人類環境會議時，在瑞典政府的提議下，聯合國秘書長吴丹邀請莫里斯·斯特朗為聯合國人類環境會議的秘書長，而加拿大在總理皮埃尔·特鲁多的帶領下，其外交官也已為此計劃進行了兩年。

## 歷史
瑞典早在1968年的联合国经济及社会理事会（ECOSOC）中，就建議聯合國要針對人類對環境的影響來舉行會議。联合国经济及社会理事会在1346號決議贊成此作法，1969年的聯合國大會2398號決議決定在1972年舉行會議，並且聯合國秘書長提出了建議報告，認為會議要以「激勵各國政府及國際組織，並提供行動指南」的方式面對環境議題。

## 人类环境宣言
會議通過了人类环境宣言（也稱為斯德哥尔摩宣言），是一個有109項建議的行動方案，以及其解決方案。
人类环境宣言的原則：

1. 需要維護人權，譴責種族隔離及殖民主義。
2. 需保護自然資源。
3. 需維護地球可以產生可再生能源的能力。
4. 需保護野生動物。
5. 不可再生資源需共享，不可用盡。
6. 污染不能超過環境可以自我清理的程度。
7. 需避免破壞性的海洋污染。
8. 需要各方式的發展來改善環境。
9. 開發中國家需要協助。
10. 開發中國家需要以合理的價格出口，以進行環境管理。
11. 環境政策絕不能阻礙發展。
12. 開發中國家需要資金來發展環境保育。
13. 需要整合性的開發計劃。
14. 合理的計劃需可以解決環境及開發之間的衝突。
15. 人類的居住需加以規劃，以減少環境問題。
16. 政府需訂定合適的人口政策。
17. 國家級機構需針對國內的自然資源開發加以計劃。
18. 需利用科技來提昇環境。
19. 環境教育是必要的。
20. 需要提倡環境研究，尤其是在開發中國家。
21. 各國可以依其需要來運用資源，但不能危害其他國家。
22. 需針對因此瀕危的國家進行補償。
23. 各國需設計各國的相關標準。
24. 需針對國際性議題進行合作。
25. 國際組織需幫助各國提昇環境。
26. 需消除大规模杀伤性武器。

會議中有一個開創性的議題，就是認知到為了環境保護，需進行扶貧。印度總理英迪拉·甘地在演講中提到扶贫和生態治理之間的關係。
有些研究指出此次會議及後續相關的科學會議對於欧洲经济共同体（後來的歐盟）的環境政策有很大的影響。例如1973年欧洲经济共同体設立了環保和消費者保護局，提出了第一個環境行動計劃。對這類議題的關心及研究對未來了解全球暖化格外的重要，也為後續的京都議定書及巴黎協議開路，並且為現在的環境主義奠定基礎。

## 延伸閱讀
- John McCormick, The Global Environmental Movement (London: John Wiley, 1995)
- Schulz-Walden, Thorsten (2013): Anfänge globaler Umweltpolitik. Umweltsicherheit in der internationalen Politik (1969–1975), Oldenbourg Verlag, München, ISBN 978-3-486-72362-5 [Rezension bei: https://web.archive.org/web/20140301204918/http://hsozkult.geschichte.hu-berlin.de/rezensionen/2014-1-019]

## 外部連結
- Report from the United Nations Conference on the Human Environment held in Stockholm, 1972
- Introductory note by Günther Handl, procedural history note and audiovisual material （页面存档备份，存于） on the Declaration of the United Nations Conference on the Human Environment (Stockholm Declaration) in the Historic Archives of the United Nations Audiovisual Library of International Law （页面存档备份，存于）